# Asszámi bokorpacsirta
Az asszámi bokorpacsirta (Mirafra assamica) a madarak osztályának verébalakúak (Passeriformes) rendjébe és a pacsirtafélék (Alaudidae) családjába tartozó faj.

## Rendszerezése
A fajt Thomas Horsfield amerikai ornitológus írta le 1840-ban.

## Előfordulása
India északi, Nepál déli, Mianmar nyugati részén, valamint Bhután és Banglades területén honos. Természetes élőhelyei a szubtrópusi és trópusi szavannák, gyepek és cserjések. Állandó, nem vonuló faj.

## Megjelenése
Testhossza 16 centiméter.
|  |

## Természetvédelmi helyzete
Az elterjedési területe rendkívül nagy, egyedszáma pedig stabil. A Természetvédelmi Világszövetség Vörös listáján nem fenyegetett fajként szerepel.